# 九龙岗镇
九龙岗镇，是中华人民共和国安徽省淮南市大通区下辖的一个乡镇级行政单位。

## 行政区划
九龙岗镇下辖以下地区：
红旗社区、淮舜社区、重华社区、新建社区、夏农村、夏菜村、曹店村、魏嘴村、王楼村、方岗村、九龙岗村和陈巷村。